# Registro Español de estudios clínicos
El Registro Español de estudios clínicos (REec) es una base de datos pública que contiene información de todos los ensayos clínicos con medicamentos autorizados en España a partir del 1 de enero de 2013.
El contenido del REec se rige por los estándares fijados en la materia por la Organización Mundial de la Salud. Y, aunque es similar al de otros registros de ensayos clínicos, el REec incluye un resumen de la justificación del ensayo en lenguaje no técnico, para facilitar la comprensión de cualquier ciudadano, e información permanentemente actualizada sobre los centros participantes y los pacientes reclutados en cada uno de ellos.